# G-Hot
G-Hot, właściwie Gökhan Şensan (ur. 2 kwietnia 1983 r. w Berlinie) – niemiecki wykonawca muzyki hip-hop pochodzenia tureckiego. 

## Życiorys
Był uczniem Flera, wystąpił na jego płytach i dzięki jego poparciu wstąpił do Aggro Berlin, a także na Aggro 5 był jedynym artystą, który wystąpił w obu utworach promująca płytę (Aggro Berlin Zeit, Wahlkampf). Szczególnie ten drugi utwór z Sido zdobył duże uznanie w oczach fanów. Wystąpił również na solowych płytach B-Tighta, Sido, MOK-a. Nagrał też w Aggro swój własny album (mixtape) Aggroga, który jednak nie był promowany żadnym utworem w TV. W 2007 r. nagrał kontrowersyjny utwór w którym wraz z kolegami obraża inne rasy i homoseksualistów. Po tej piosence Aggro nie zdecydowało się przedłużyć z nim umowy. G-Hot po kilku dniach jednak podpisał umowę z wytwórnią MOK-a – przyjaciela ludzi z Aggro Berlin. W swej karierze ma też diss na Eko Fresha.

## Dyskografia

### Albumy
- 2004: 1200 Bars zum Biten
- 2006: Aggrogant (Mixtape)
- 2007: Streng verboten!
- 2008: Geldwäsche (feat. MOK)
- 2008: Das Wunder Von Berlin
- 2009: Der Blonde Turke

### Single
- 2005: "Jump Jump" (feat. DJ Tomekk & Fler)
- 2005: "Nach Eigenen Regeln" (feat. Fler)
- 2006: "Wahlkampf" (feat. Sido)
- 2006: "G-Hot es geschafft"
- 2007: "Streng Verboten"

### Dissy
- 2006: "E.K.O (Du Opfa Part II)" (feat. Fler, Tony D)
- 2007: G-Hot feat. Fler "Pop-Muzik" (D-Irie-Diss)